# Casino en France

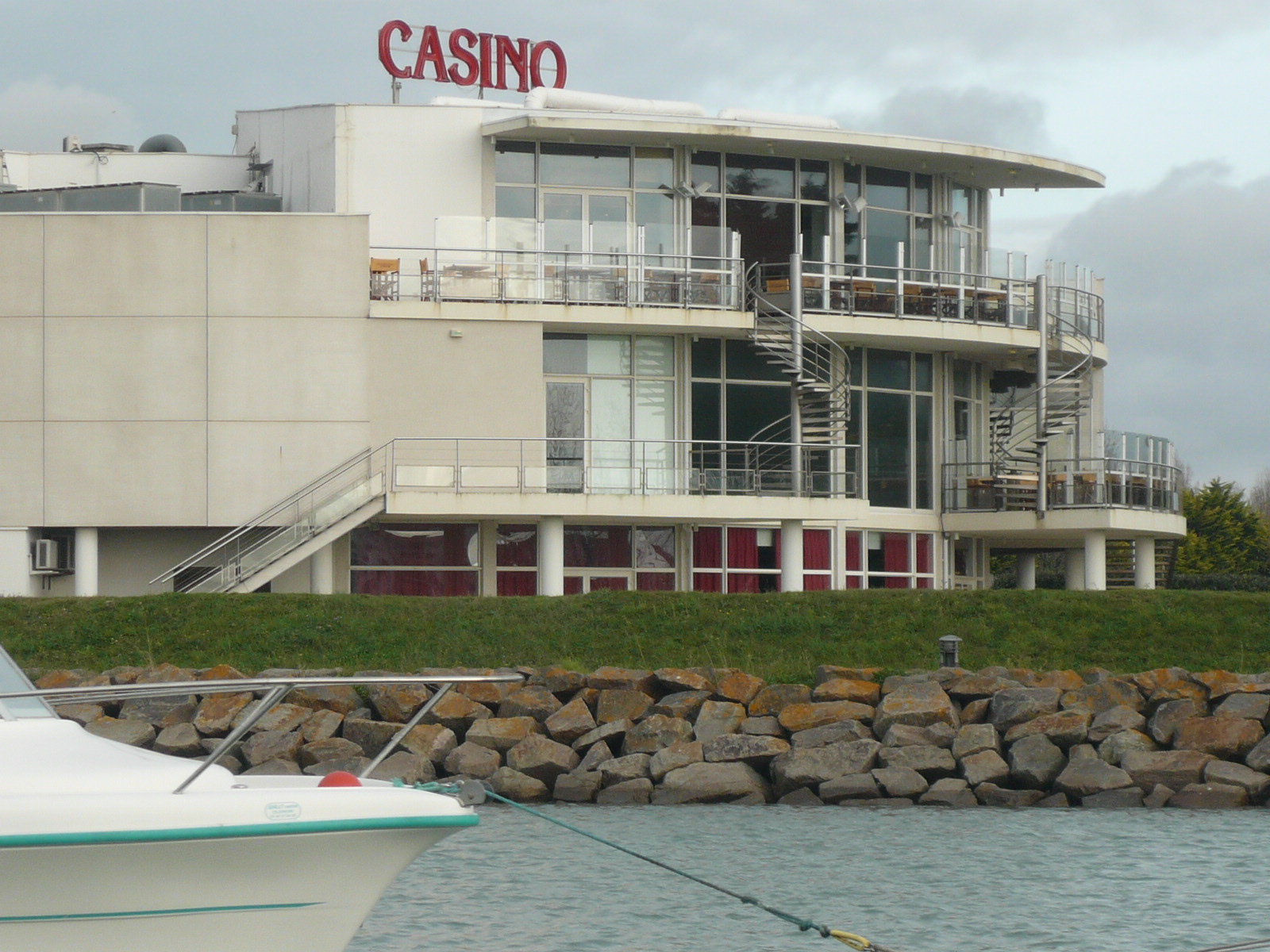
Casino de Saint-Gilles-Croix-de-Vie.

Avec le PMU et La Française des jeux, les casinos sont l'un des monopoles sur les jeux en France ; de ce fait, il s'agit d'une industrie très réglementée. Depuis quelques années, cette activité se concentre entre quelques groupes.

## Historique

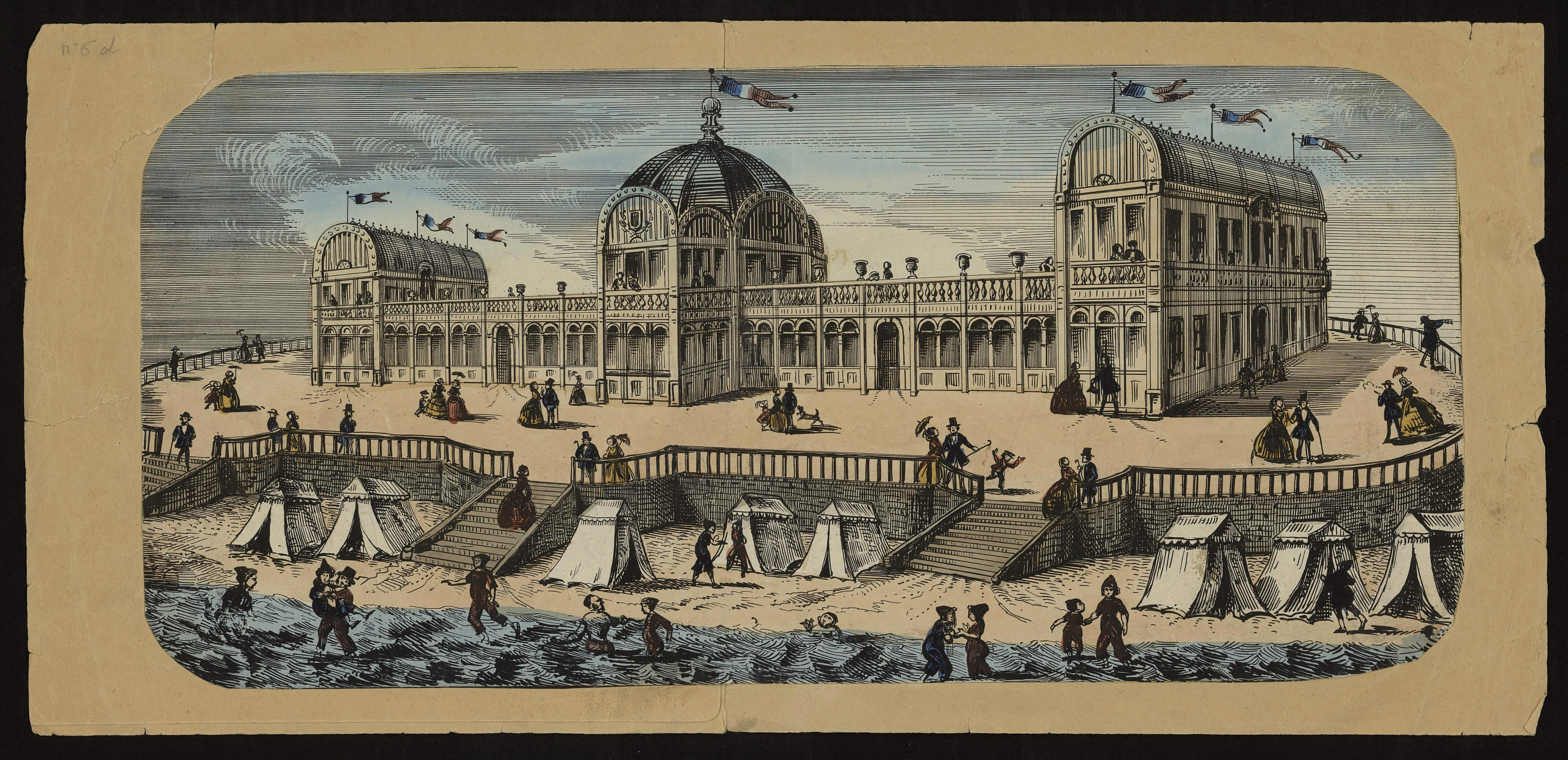
Le casino de Dieppe est d'abord un luxueux complexe balnéaire conçu en 1822 en front de mer, avant de devenir un établissement de jeux offrant de nombreux espaces de monstration (promenade sur la page, la galerie ou les terrasses) et de plaisirs de la société mondaine (salons dévolus à la lecture, à la conversation, à la musique…).

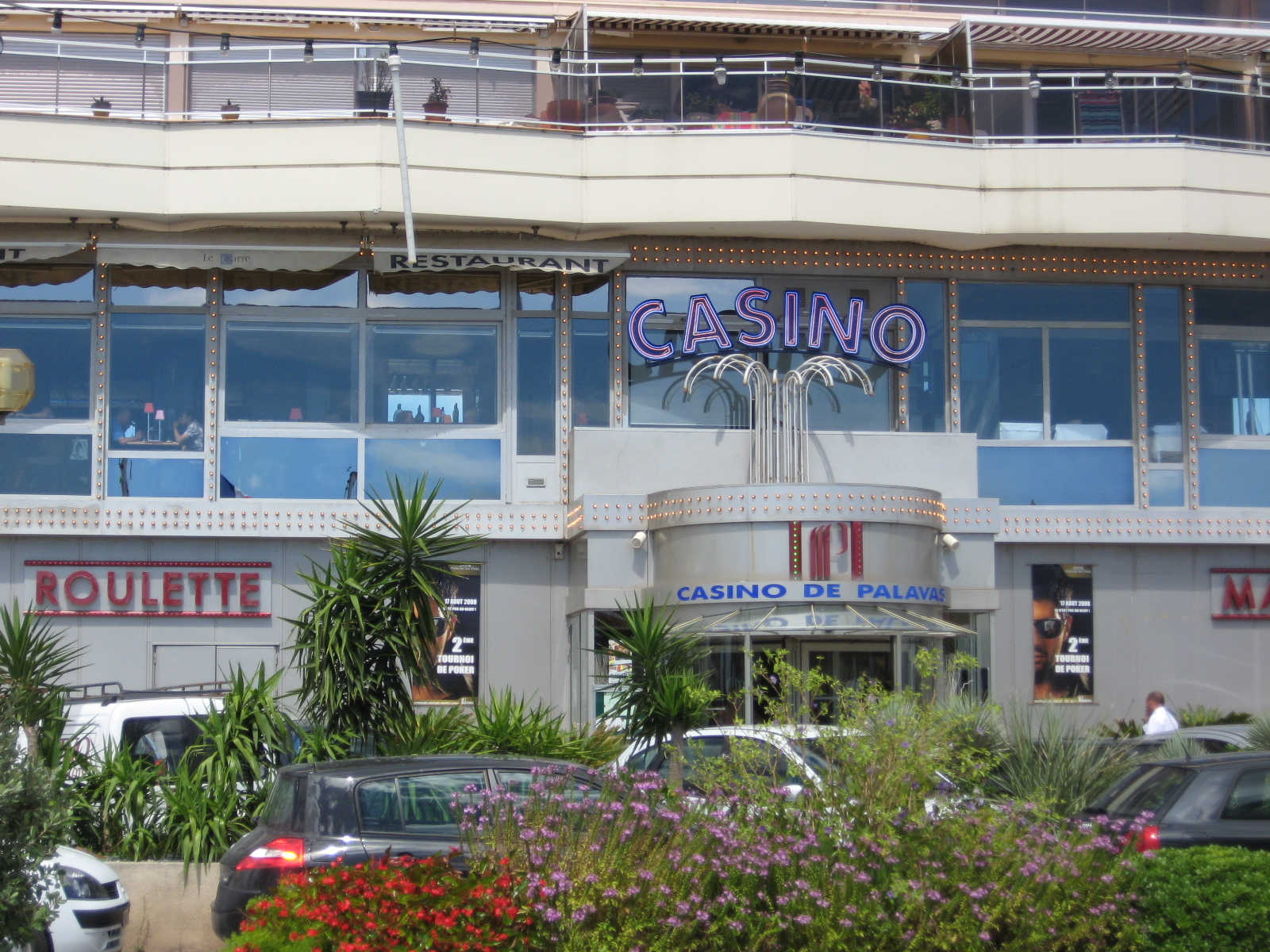
Le Casino de Palavas-les-Flots, façade boulevard Maréchal-Foch.

Les premiers casinos modernes au XIXe siècle sont souvent des baraques en bois démontées au début et à la fin de chaque saison, essentiellement dévolues à la thérapeutique, d'où leur emplacement au cœur des stations de villégiature (d'abord les stations thermales où la noblesse et la bourgeoisie vont « prendre les eaux »). « Puis la multiplication des usages et le désir d'afficher dès l'extérieur le standing de l'établissement conduisent les propriétaires vers de véritables folies architecturales », représentant des édifice de représentation par excellence de ces lieux de distinction sociale (en) plus ou moins conscientisée. 

### Les régulations sous Napoléon
Pour contenir les jeux d'argent dans des limites étroites et le réserver à ceux qui en ont l'exclusivité sociale, Napoléon prend le décret du 24 juin 1806 qui interdit toute maison de jeux de hasard dans l'étendue de l'Empire, mais fait deux exceptions : son article 4 stipule « Notre ministre de la police fera pour les lieux où il existe des eaux minérales pendant la saison des eaux seulement, et pour la ville de Paris, des règlements particuliers sur cette partie ». À coup de dérogations, naissent des établissements dans des stations touristiques autres que thermales en particulier les stations balnéaires.  

### Les dérogations et l'apparition des premiers casinos
Le premier casino voit le jour en 1822, à Dieppe, conçu par l'architecte Pierre Châtelain avec le comte de Brancas, sous-préfet de la ville qui porte le projet. Les activités de casino débutent vraiment à partir de 1834. En 1823, l'Hôtel Guilland est construit à Aix-les-Bains avec l'ambition de devenir également un casino, tardivement concrétisé par le Casino Grand-Cercle en 1849. Un deuxième casino voit le jour en 1825, à Boulogne-sur-Mer, avec la construction par Auguste Versial et l'ingénieur Marguet du Palais de Neptune (accueillant à la fois le casino et les bains de mer). 
Par la suite, les villes de Saint-Malo en 1839, Trouville en 1845 et Pornic (près de la plage de la Noëveillard) en 1853,, se succèdent pour accueillir les premiers casinos de France. 
Le premier casino de Forges-les-Eaux est détruit en 1872, mais il n'existe aucune indication précise de sa date de construction qui n'a pas pu être ni déterminée ni vérifiée : certaines estimations de locaux suggèrent la première moitié du XIXe siècle ou bien entre 1840 et 1860. Il est très probable que cet établissement n'ait pas été un casino mais plutôt un établissement thermal. Alors que de plus en plus de projets de casino font leur apparition dans les villes balnéaires et thermales, les maisons de jeu à Paris quant à elles sont fermées en 1837.

### Législations à partir de 1907
La loi du 15 juin 1907 réglementant le jeu dans les cercles et les casinos des stations balnéaires, thermales et climatériques, réserve ces établissements à une clientèle aisée « profitant d’un temps libéré des contraintes du travail tout en évitant que les plus modestes dilapident leur capital moral et laborieux et se détournent du travail. Les constructions de casinos vont donc concerner prioritairement des espaces de loisir et sont à mettre en relation avec les opérations immobilières menées notamment par les grandes compagnies ferroviaires. Même s’ils sont parfois plus anciens, comme à Enghien-les-Bains, les casinos sont d’emblée des lieux intégrés dans des réseaux de circulation et dans la construction d’une offre touristique ».
La loi de 1919 interdit les jeux de hasard dans un rayon de 100 km autour de Paris mais étend les autorisations de 1907 aux stations de tourisme. Celle du 31 mars 1931 qui intervient alors qu'une Commission Supérieure des jeux est créée, autorise les stations thermales situées à moins de 100 km de Paris à détenir un casino (le jeu de la boule restant interdit). Cela permet la réouverture du casino d'Enghien-les-Bains, situé à une vingtaine de km de la capitale.

## Réglementation
En France, l'exploitation des casinos est réservée aux stations balnéaires, thermales et climatiques, ainsi qu'à la principale ville touristique des agglomérations de plus de 500 000 habitants disposant d'une scène artistique (théâtre, opéra, etc.) financée pour plus de 40 % par l'agglomération. L'exploitation des casinos est une profession réglementée placée sous la double tutelle du ministère de l'Intérieur et du ministère chargé du budget (Finances).
Les autorisations d'exploitation des jeux sont accordées par le ministère de l'Intérieur. Cette autorisation intervient après l'avis de principe d'une exploitation de casino émis par l'assemblée délibérante de la collectivité territoriale concernée (conseil municipal - conseil de la communauté de communes), la mise en œuvre de la procédure de délégation de service public (appel d'offres et mise en concurrence des candidats à l'exploitation du casino) et après enquête commodo-incommodo. Un cahier des charges, devenu convention de délégation de service public depuis l'avis émis le 4 avril 1995 par le Conseil d'État, fixe les conditions d'exploitation et les rapports entre le concessionnaire désigné et la collectivité territoriale.
Au ministère de l'Intérieur une commission nationale des jeux, composée de hauts fonctionnaires (14) et d'élus (5), est chargée d'examiner les demandes de première autorisation de jeux, de renouvellement des autorisations précédemment accordées et les demandes d'extension des dites autorisations à de nouveaux jeux. L'autorisation de jeux est temporaire et renouvelable. Sa durée maximum est fixée à 5 ans par la pratique administrative. L'autorisation de jeux peut être révoquée par le ministère de l'Intérieur en cas de non-respect du cahier des charges ou des dispositions de l'arrêté ministériel portant autorisation de jeux. L'autorité territoriale peut également, sur ces mêmes motifs, demander au ministre la révocation du concessionnaire. La réponse du ministère de l'Intérieur doit intervenir dans le délai d'un mois.
Les casinos ayant obtenu une autorisation doivent avoir un directeur responsable disposant d'un statut social bien défini au sein de la structure dirigeante de l'exploitation. Il est assisté d'une structure d'encadrement d'au moins quatre membres appelée comité de direction. Le directeur et les membres du comité de direction sont responsables du respect de la réglementation des jeux de casino formulée au sein du décret et de l'arrêté des 22 et 23 décembre 1959 modifiés et du respect des clauses du cahier des charges.
Toute personne affectée à un emploi quelconque dans une salle de jeux (cadres et employés) doit avoir été préalablement agréée par le ministère de l'Intérieur.
En France, l'âge minimum pour être admis dans un casino est fixée à 18 ans (majorité civile soit 18 ans et un jour).
Ainsi, le marché des casinos est un marché qui est régulé par différents acteurs. Tout d'abord, l'État par le biais du ministère de l'intérieur (commission nationale des jeux) et des finances qui régissent de nombreuses lois et arrêts. Enfin, le syndicat des casinos de France impose lui aussi une réglementation stricte qui vise à réguler au mieux le marché et l'offre. Grâce à ses acteurs, le marché se retrouve régulé grâce aux réglementations en place et le client se retrouve protégé au mieux des casinos fraudeurs ou des abus de personne.

## Extension de la régulation des casinos en ligne
En réponse à l'évolution du paysage des jeux d'argent, incluant la croissance des plateformes en ligne, l'Autorité nationale des jeux (ANJ) a étendu son champ de régulation pour inclure la supervision des casinos en ligne, en plus des activités de jeu traditionnelles. Établie pour garantir l'intégrité et la fiabilité des jeux en France, l'ANJ surveille la conformité aux lois et réglementations dans toutes les formes de jeu. Elle vise à protéger les joueurs vulnérables, prévenir la dépendance au jeu et lutter contre la fraude.
La compétence de l'autorité s'étend à divers services de jeu en ligne, imposant des normes rigoureuses pour protéger les intérêts des joueurs et maintenir un environnement de jeu équitable. Cet engagement se reflète dans leurs évaluations strictes des opérateurs, qui doivent obtenir une licence pour offrir des services de casino en ligne, assurant ainsi leur conformité aux cadres réglementaires nationaux et internationaux.

### Évolutions récentes

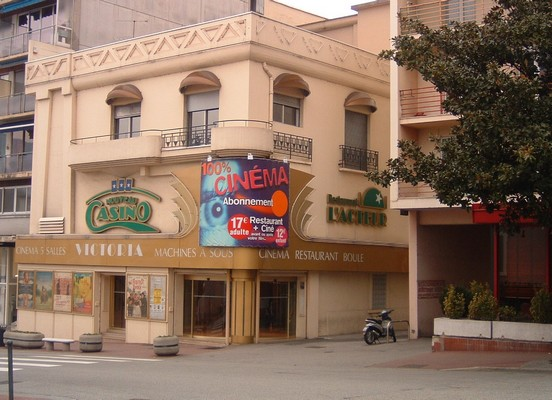
Le Nouveau casino à Aix-les-Bains.

Depuis l'arrêté du 14 mai 2007 qui a supprimé la notion de jeux ordinaires et de jeux spéciaux qui distinguait les différents jeux de casino, l'ensemble des jeux exploités (jeux de table et machines à sous) peut être regroupé dans un même espace d'exploitation. Une implantation commune permettant une mixité jusqu'alors interdite pour les jeux de table de contrepartie dits spéciaux (roulettes, trente-et-quarante, black-jack, craps, punto banco et stud poker) et les jeux dits de cercle (baccara-banque et chemin de fer).
Jusqu'au 1er mai 2006 un droit d'entrée était exigé pour accéder aux jeux de table. Ce coût était constitué, pour tout ou partie, d'un droit de timbre fiscal d'un montant différent selon la durée de la carte d'admission délivrée (journalière, hebdomadaire, mensuelle ou de saison). Pour une journée ce droit était de 10 euros.
Depuis le 1er novembre 2006, les établissements doivent avoir mis en place un contrôle systématique des admissions sans enregistrement des données personnelles à l'accès de chacune des salles de jeux (machine à sous et jeux de table). Ce contrôle destiné à vérifier la capacité d'une personne à pénétrer dans une salle de jeux vise exclusivement à interdire l'accès aux jeux aux personnes mineures ou inscrites au fichier national des « interdits de jeux ».
Depuis le 1er janvier 2008, comme pour les discothèques, bars et restaurants, il est interdit de fumer à l'intérieur des établissements de jeux. Ces commerces avaient obtenu un moratoire de 11 mois sur la loi interdisant de fumer dans les lieux publics.
| Liste des principaux codes juridiques, lois et règles s'appliquant aux casinos |
| --- |
| Loi du 12 juillet 1983Décret du 22 décembre 1959 et arrêté du 23 décembre 1959 |
| Loi du 12 juillet 1983 |
| Loi du 5 mai 1987 autorisant les machines à sous dans certains établissements, ce qui va permettre au secteur une véritable révolution. |
| Loi du 5 janvier 1988 (dit « amendement Chaban ») permettant aux « villes ou stations classées touristiques constituant la ville principale d'une agglomération de plus de 500 000 habitants et participant pour plus de 40 %, le cas échéant avec d'autres collectivités territoriales, au fonctionnement d'un centre dramatique national, d'un orchestre national et d'un théâtre d'opéra présentant en saison une activité régulière d'au moins vingt représentations lyriques » de détenir un établissement de jeux. Si des casinos ouvrent à Bordeaux, Toulouse ou Lille, Paris est toujours contraint par la loi de 1920. Des cercles de jeu comme celui de Wagram peuvent certes y ouvrir, mais sans roulette ni machines à sous. Cependant, leur statut juridique et leur mode de fonctionnement facilitent le développement de délits et de fraudes, ce qui conduit à la fin des années 2000 et au début des années 2010 à la fermeture de huit cercles sur dix. |
| Loi du 29 janvier 1993 |
| Loi du 2 juillet 1998 autorise le jeu de la boule à Enghien-les-Bains. |
| Règlement de sécurité du 25 juin 1980 |
| Code général des collectivités territoriales (Art. L.1411 et suiv) |
| Code monétaire et financier |
| Code pénal |
| Code du tourisme |
| Code la construction et de l'habitation |
| Code de l'urbanisme |

## Données économiques
Selon le ministère de l'intérieur, le produit brut des jeux s'est élevé à 2,65 milliards d'euros pour la saison 2004-2005. Les derniers chiffres du ministère de l'intérieur s'élèvent à un produit brut des jeux de 2,25 milliards d'euros pour la saison 2015-2016. En 2023, on recensait 202 casinos en France, dont 195 en France métropolitaine et 7 en Outre-mer.
Le produit brut des jeux (PBJ) des casinos s'élevait à 2,25 milliards d'euros pour la saison 2015-2016. L'activité des casinos a connu une croissance de 11% entre 2000 et 2007, suivie d'un ralentissement dû à la crise de 2008, aux évolutions réglementaires et à la concurrence des jeux en ligne. Le secteur est très concentré : en 2011, 90% des 194 sociétés exerçant en France étaient sous le contrôle de groupes, et les quatre plus grands groupes généraient à eux seuls les trois quarts du chiffre d'affaires et du PBJ des casinos.

### Groupes de casino
Fin 2016, la France compte 200 casinos (193 implantés en France métropolitaine et 7 présents dans les DOM-TOM), principalement implantés le long du littoral :
- Groupe Partouche : 38 casinos
- Groupe Joa : 33 casinos
- Groupe Lucien Barrière : 30 casinos
- Groupe Tranchant : 16 casinos
- Groupe Vikings : 11 casinos
- Groupe COGIT : 9 casinos
- Groupe Arevian : 9 casinos
- Circus Casino France : 7 casinos et un club de jeu à Paris
- Société Française de Casinos : 4 casinos[25]
- Autres groupes : 18 casinos
- Casinos indépendants : 32 casinos

### Classement des principaux casinos
Classement par produit brut des jeux pour l'exercice 2004-2005 :

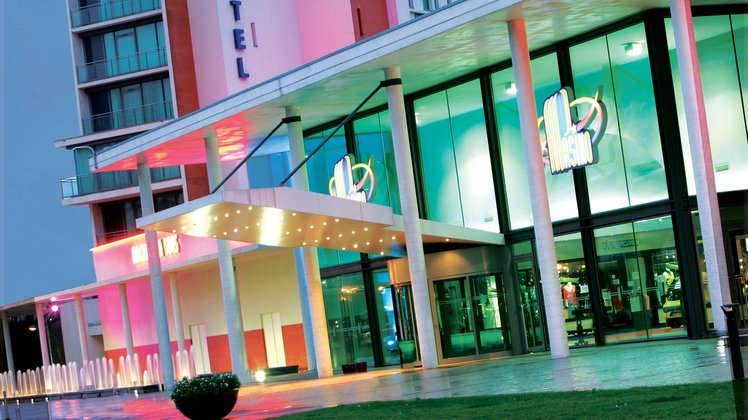
Le casino de Saint-Amand-les-Eaux, casino du groupe Partouche.

1. Enghien-les-Bains ; 157 millions d'euros (chiffres 2011), propriété du groupe Lucien Barrière
2. La Tour-de-Salvagny - Le Lyon Vert ; 68,7 millions d'euros, propriété du groupe Partouche
3. Aix-en-Provence ; 67,9 millions d'euros, propriété du groupe Partouche
4. Amnéville ; 55,6 millions d'euros, exploité par le groupe Tranchant
5. Nice-Ruhl ; 55 millions d'euros, propriété du groupe Lucien Barrière
6. Deauville ; 54 millions d'euros, propriété du groupe Lucien Barrière
7. Saint-Amand-les-Eaux ; 50,4 millions d'euros, propriété du groupe Partouche
8. Cannes-Croisette ; 48,3 millions d'euros, propriété du groupe Lucien Barrière
9. Forges-les-Eaux ; Grand Casino de Forges ; 46 millions d'euros, propriété du groupe Partouche
10. Divonne-les-Bains ; 44,5 millions d'euros, propriété du groupe Partouche
11. Aix-les-Bains-Casino Grand Cercle ; 26,2 millions d'euros, propriété du casino d'Aix-les-Bains

Pour l'exercice 2009 :
1. Enghien-les-Bains ; 153 millions d'euros
2. La Tour-de-Salvagny
3. Aix-en-Provence
4. Amnéville
5. Deauville
6. Saint-Amand-les-Eaux